# Championnat de Tunisie masculin de volley-ball 1962-1963
Navigation
Saison précédente Saison suivante
Le championnat de Tunisie masculin de volley-ball 1962-1963 est disputé par dix clubs seulement. Les trois équipes juives (Alliance sportive, Cercle des nageurs tunisiens et Union sportive tunisienne) ainsi que le Club africain nouvellement promu se sont retirés. L'Avenir musulman en profite pour conserver ses deux titres : championnat et coupe de Tunisie. L'entraîneur, manager et joueur Habib Ben Ezzeddine parvient ainsi à lancer des jeunes à l'instar de Moncef Tej, Youssef Ben Ahmed et Ridha Nafaâ.

## Division nationale
Le classement final est le suivant :
| Rang | Équipe                             | Points | Matchs | Victoires | Défaites | Sets pour | Sets contre |
| 1    | Avenir musulman                    | 20     | 10     | 10        | 0        | 30        | 8           |
| 2    | Espérance sportive de Tunis        | 17     | 10     | 7         | 3        | 26        | 12          |
| 3    | Club sportif goulettois            | 17     | 10     | 7         | 3        | 25        | 12          |
| 4    | Club sportif des cheminots         | 12     | 10     | 2         | 8        | 10        | 25          |
| 5    | Association sportive de Montfleury | 12     | 10     | 2         | 8        | 11        | 28          |
| 6    | Saydia Sports                      | 12     | 10     | 2         | 8        | 10        | 27          |

## Division 2
36 équipes participent au championnat de division 2 organisé au niveau régional en six poules dont les champions disputent des barrages, ponctués par l'accession de l'Association sportive des sapeurs pompiers et de l'Union culturelle de Sfax en division nationale.

### Poule de Tunis 1
- Association sportive des sapeurs pompiers
- Al Hilal
- Club olympique de Kélibia
- Jeunesse sportive d'El Omrane
- Stade populaire
- Association Mégrine Sport

### Poule Tunis 2
- Zitouna Sports
- Avant-garde de Tunis
- Al Mansoura Chaâbia de Hammam Lif
- Club olympique du Kram
- Association sportive des traminots
- Monopoles Athlétique Club
- Ezzahra Sports
- Mouloudia sportive de Den Den

### Poule Nord-Ouest
- Club athlétique du Kef
- Étoile sportive de Tajerouine
- Olympique de Béja
- El-Ahly de Béja
- Association sportive de Souk El Arbâa
- Club sportif de Téboursouk
- Association sportive de Mellègue
- Association sportive de Ghardimaou

### Poule Nord
- Club athlétique bizertin
- Stade africain de Menzel Bourguiba
- Croissant sportif bizertin
- En-Nadi Ahly de Mateur
- Vague sportive de Menzel Abderrahmane
- Village d'enfants de Bizerte

### Poule Centre
- Étoile sportive du Sahel
- Stade soussien

### Poule Sud
- Union culturelle de Sfax
- Club sportif sfaxien
- Union sportive des ouvriers de Oued Maou
- Croissant sportif chebbien
- Association sportive de Mahrès
- En-Nahdha sportive de Sfax